# Municipio de Hesper (Iowa)
El municipio de Hesper (en inglés: Hesper Township) es un municipio ubicado en el condado de Winneshiek en el estado estadounidense de Iowa. En el año 2010 tenía una población de 455 habitantes y una densidad poblacional de 5,87 personas por km².

## Geografía
El municipio de Hesper se encuentra ubicado en las coordenadas 43°27′54″N 91°47′59″O / 43.46500, -91.79972. Según la Oficina del Censo de los Estados Unidos, el municipio tiene una superficie total de 77.56 km², de la cual 77,53 km² corresponden a tierra firme y (0,04 %) 0,03 km² es agua.

## Demografía
Según el censo de 2010, había 455 personas residiendo en el municipio de Hesper. La densidad de población era de 5,87 hab./km². De los 455 habitantes, el municipio de Hesper estaba compuesto por el 99,12 % blancos, el 0,22 % eran amerindios, el 0,22 % eran asiáticos y el 0,44 % eran de una mezcla de razas. Del total de la población el 0,22 % eran hispanos o latinos de cualquier raza.